# Koncert na fagot i orkiestrę (KV 191)
Koncert fagotowy B-dur (KV 191) – koncert na fagot i orkiestrę, skomponowany przez Wolfganga Amadeusa Mozarta w 1774.

## CzęściKoncertu
1. Allegro
2. Andante ma adagio
3. Rondo: Tempo di Menuetto

I część jest wstępem w formie sonatowej. Andante ma adagio tchnie spokojem i liryzmem. Część III to rondo w tanecznym tempie menueta.